# 李筌
李筌（?—?），号达观子，唐代陇西（今甘肃境内）人。
少时好神仙之道，曾经隐居嵩山少室山，歷官荆南节度判官、邓州刺史。肃宗年间尚任官职。著有《阃外春秋》十卷、《中台志》十卷、《太白阴经》十卷、《青囊括》一卷、注《孙子》二卷、《骊山母传阴符玄义》一卷、《六壬大玉账歌》十卷、《黄帝阴符经集注》一卷等。